# Brian Littrell

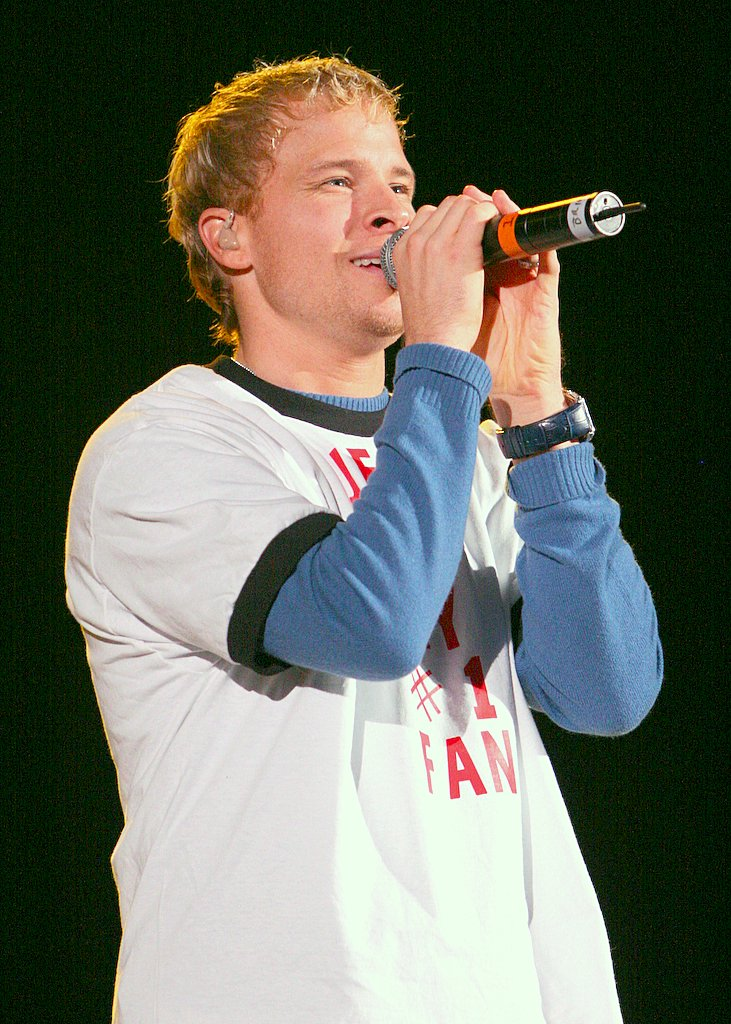
Brian Littrell

Brian Thomas Littrell, född 20 februari 1975 i Lexington, Kentucky, är en amerikansk musiker och en av de fem medlemmarna i popgruppen Backstreet Boys.